# Metilalluminossano
Il metilalluminossano (spesso abbreviato in MAO) è un composto chimico di formula generale (Al(CH3)O)n, che si presenta solido e di colore bianco.
Viene preparato dall'idrolisi (controllata) del trimetilalluminio (TMA).
Viene utilizzato come co-catalizzatore del catalizzatore di Ziegler-Natta nei processi di polimerizzazione delle olefine.